# Jonas Magni Planander
Jonas Magni Planander, född på 1500-talet, död 6 januari 1655 i Horns församling, Östergötlands län, var en svensk präst.

## Biografi
Jonas Planander föddes på 1500-talet och studerade vid Uppsala universitet. Han var adjunkt i Vreta klosters församling. Planander prästvigdes 18 februari 1624 och blev 18 augusti 1641 kyrkoherde i Horns församling. Han var förste predikant vid prästmötet 1647. Planander avled 1655 i Horns församling.

### Familj
Planander gifte sig första gången med Catharina Palumbus. Hon var dotter till kyrkoherden Nicolaus Palumbus i Vreta klosters församling och Ragnhild Larsdotter (Laurin). De fick tillsammans barnen Rachel Planander som var gift med kyrkoherden Magnus Axelsson i Kristbergs församling, assessorn Daniel Plaan (1630–1691) i Svea hovrätt och Ragnilla (född 1633).
Planander gifte sig andra gången med Anna Olofsdotter, dotter till kyrkoherden Olavus Clarevallensis i Horns församling och Margareta Eriksdotter.
Planander gifte sig tredje gången med Gertrud Bengtsdotter (död 1669), änka efter kyrkoherden Olavus Clarevallensis i Horns församling.